# Brasil Vôlei Clube 2023-2024
Questa voce raccoglie le informazioni riguardanti il Brasil Vôlei Clube nella stagione 2023-2024.

## Stagione
Il Brasil Vôlei Clube utilizza la denominazione sponsorizzata Vôlei Renata/Campinas nella stagione 2023-24.
In Superliga Série A ottiene un ottavo posto in regular season, guadagnando l'accesso ai play-off scudetto: ai quarti di finale supera in tre gare il Sada, testa di serie numero 1, mentre in semifinale elimina l'Índios Guarus, prima di essere sconfitto in finale dal Sesi. Si spinge invece fino alle semifinali in Coppa del Brasile, dove elimina l'Amigos do Vôlei ai quarti di finale, prima di essere estromesso dal torneo dal Índios Guarus.
In ambito locale ottiene un quinto posto nella regular season del Campionato Paulista, sfidando così l'Amigos do Vôlei ai quarti di finale, venendo eliminato.

## Organigramma societario
Area direttiva
- Presidente: Guilherme Muller Silva

Area tecnica
- Allenatore: Horácio Dileo
- Secondo allenatore: Giuliano Ribas
- Assistente allenatore: Felipe Souza
- Preparatore atletico: João Bastos

Area tecnica
- Fisioterapista: Samuel Mamprin

## Rosa
| N° | Nome                | Ruolo | Data di nascita  | Nazionalità sportiva |
| -- | ------------------- | ----- | ---------------- | -------------------- |
| 1  | Bruno Lima          | O     | 4 febbraio 1996  | Argentina            |
| 2  | Matheus Bandini     | L     | 16 agosto 2005   | Brasile              |
| 3  | Thiago Vaccari      | S     | 9 giugno 2005    | Brasile              |
| 4  | Lucas Borges        | O     | 19 dicembre 1992 | Brasile              |
| 5  | Maurício Silva      | S     | 4 febbraio 1989  | Brasile              |
| 6  | Adriano Cavalcante  | S     | 6 febbraio 2002  | Brasile              |
| 7  | Felipe de Brito     | C     | 1º ottobre 1998  | Brasile              |
| 8  | Demián González     | P     | 21 febbraio 1983 | Argentina            |
| 9  | Alan Araújo         | S     | 3 gennaio 1995   | Brasile              |
| 10 | Edson da Paixão     | C     | 29 marzo 2000    | Brasile              |
| 11 | Jó Maurício Neto    | P     | 11 dicembre 2000 | Brasile              |
| 13 | Leonardo de Andrade | C     | 14 maggio 2002   | Brasile              |
| 14 | Lucas de Deus       | L     | 26 gennaio 1987  | Brasile              |
| 15 | Guilherme Amorim    | S     | 23 maggio 2004   | Brasile              |
| 20 | Anderson de Lima    | P     | 23 maggio 2002   | Brasile              |
| 21 | Witallo Oliveira    | C     | 17 aprile 2004   | Brasile              |

## Mercato
| Acquisti | Acquisti            | Acquisti     | Acquisti   |
| R.       | Nome                | da           | Modalità   |
| -------- | ------------------- | ------------ | ---------- |
| S        | Alan Araújo         | APAN         | definitivo |
| C        | Edson da Paixão     | Minas        | definitivo |
| C        | Leonardo de Andrade | Sesi         | definitivo |
| L        | Lucas de Deus       | Sada         | definitivo |
| P        | Anderson de Lima    | Atibaia      | definitivo |
| O        | Bruno Lima          | Al-Hilal     | definitivo |
| P        | Jó Maurício Neto    | AEESB        | definitivo |
| S        | Maurício Silva      | Czarni Radom | definitivo |

- Matheus Bandini, L, promosso dal settore giovanile.

| Cessioni | Cessioni          | Cessioni          | Cessioni   |
| R.       | Nome              | a                 | Modalità   |
| -------- | ----------------- | ----------------- | ---------- |
| C        | Lucas Barreto     | Amigos do Vôlei   | definitivo |
| P        | Everaldo da Silva | Índios Guarus     | definitivo |
| S        | Lucas da Silva    | Norte Catarinense | definitivo |
| L        | Alexandre Elias   | Sada              | definitivo |
| C        | Lucas Fonseca     | Suzano            | definitivo |
| S        | João Franck       | Amigos do Vôlei   | definitivo |
| S        | Nicolás Lazo      | Al-Nassr          | definitivo |
| S        | Gabriel Machado   | Asepel            | definitivo |
| O        | Felipe Roque      | Amigos do Vôlei   | definitivo |
| L        | Bryan Stragliotto | Amigos do Vôlei   | definitivo |

## Risultati

### Superliga Série A

#### Girone di andata
| 1ª giornata - 12 novembre 2023 Ginásio do Taquaral, Campinas                 | BVC               | 3 - 0 | Sesi              | 25-20, 25-23, 25-19               |
| 2ª giornata - 18 novembre 2023 Ginásio Poliesportivo Raul Belém, Uberlândia  | Academia do Vôlei | 0 - 3 | BVC               | 21-25, 20-25, 19-25               |
| 3ª giornata - 23 novembre 2023 Ginásio General Mário Brum, Uberlândia        | ABCD              | 3 - 2 | BVC               | 25-17, 25-17, 20-25, 17-25, 15-11 |
| 4ª giornata - 27 novembre 2023 Ginásio do Taquaral, Campinas                 | BVC               | 1 - 3 | Suzano            | 25-21, 21-25, 23-25, 21-25        |
| 5ª giornata - 6 dicembre 2023 Farma Conde Arena, São José dos Campos         | Amigos do Vôlei   | 3 - 1 | BVC               | 21-25, 25-19, 25-20, 25-21        |
| 6ª giornata - 12 dicembre 2023 Ginásio do Taquaral, Campinas                 | BVC               | 3 - 0 | APAN              | 25-18, 25-22, 25-17               |
| 7ª giornata - 17 dicembre 2023 Ginásio do Riacho, Belo Horizonte             | Sada              | 3 - 0 | BVC               | 25-19, 25-15, 25-17               |
| 8ª giornata - 22 dicembre 2023 Ginásio do Taquaral, Campinas                 | BVC               | 2 - 3 | Norte Catarinense | 19-25, 25-21, 20-25, 25-23, 13-15 |
| 9ª giornata - 9 gennaio 2024 Ginásio Municipal Tancredo Neves, Montes Claros | AEESB             | 2 - 3 | BVC               | 21-25, 25-18, 25-18, 21-25, 21-23 |
| 10ª giornata - 12 gennaio 2024 Ginásio do Taquaral, Campinas                 | BVC               | 1 - 3 | Índios Guarus     | 17-25, 23-25, 41-39, 20-25        |
| 11ª giornata - 17 gennaio 2024 Arena Juscelino Kubitschek, Belo Horizonte    | Minas             | 3 - 2 | BVC               | 25-22, 25-23, 21-25, 21-25, 18-16 |

#### Girone di ritorno
| 12ª giornata - 22 gennaio 2024 Ginásio Marcello de Castro Leite, San Paolo | Sesi              | 3 - 0 | BVC               | 32-30, 25-17, 25-23               |
| 13ª giornata - 30 gennaio 2024 Ginásio do Taquaral, Campinas               | BVC               | 3 - 2 | Academia do Vôlei | 25-21, 24-26, 24-26, 25-16 15-10  |
| 14ª giornata - 5 febbraio 2024 Ginásio do Taquaral, Campinas               | BVC               | 3 - 1 | ABCD              | 23-25, 25-22, 25-20, 25-20        |
| 15ª giornata - 9 febbraio 2024 Arena Suzano, Suzano                        | Suzano            | 3 - 0 | BVC               | 27-25, 25-23, 26-24               |
| 16ª giornata - 21 febbraio 2024 Ginásio do Taquaral, Campinas              | BVC               | 1 - 3 | Amigos do Vôlei   | 25-21, 21-25, 24-26, 16-25        |
| 17ª giornata - 26 febbraio 2024 Ginásio Sebastião Cruz, Blumenau           | APAN              | 1 - 3 | BVC               | 25-21, 23-25, 21-25, 19-25        |
| 18ª giornata - 2 marzo 2024 Ginásio do Taquaral, Campinas                  | BVC               | 0 - 3 | Sada              | 16-25, 29-31, 15-25               |
| 19ª giornata - 4 marzo 2024 Centreventos Cau Hansen, Joinville             | Norte Catarinense | 2 - 3 | BVC               | 25-18, 25-20, 22-25, 20-25, 19-21 |
| 20ª giornata - 15 marzo 2024 Ginásio do Taquaral, Campinas                 | BVC               | 3 - 0 | AEESB             | 25-21, 25-23, 25-19               |
| 21ª giornata - 22 marzo 2024 Ginásio Ponte Grande, Guarulhos               | Índios Guarus     | 3 - 0 | BVC               | 32-30, 25-21, 25-23               |
| 22ª giornata - 27 marzo 2024 Ginásio do Taquaral, Campinas                 | BVC               | 2 - 3 | Minas             | 27-25, 17-25, 25-23, 18-25, 11-15 |

#### Play-off scudetto
| Quarti di finale (gara 1) - 31 marzo 2024 Ginásio do Riacho, Belo Horizonte | Sada          | 0 - 3 | BVC           | 19-25, 25-27, 22-25               |
| Quarti di finale (gara 2) - 4 aprile 2024 Ginásio do Taquaral, Campinas     | BVC           | 1 - 3 | Sada          | 17-25, 27-25, 31-33, 21-25        |
| Quarti di finale (gara 3) - 9 aprile 2024 Ginásio do Riacho, Belo Horizonte | Sada          | 2 - 3 | BVC           | 25-19, 20-25, 25-18, 19-25, 13-15 |
| Semifinali (gara 1) - 14 aprile 2024 Farma Conde Arena, São José dos Campos | Índios Guarus | 2 - 3 | BVC           | 22-25, 25-23, 25-17, 17-25, 10-15 |
| Semifinali (gara 2) - 19 aprile 2024 Ginásio do Taquaral, Campinas          | BVC           | 3 - 0 | Índios Guarus | 25-21, 25-22, 32-30               |
| Finale - 28 aprile 2024 Ginásio Paulo Skaf, Bauru                           | Sesi          | 3 - 0 | BVC           | 16-25, 23-25, 20-25               |

### Coppa del Brasile
| Quarti di finale - 26 gennaio 2024 Arena Municipal, São José dos Campos | Amigos do Vôlei | 1 - 3 | BVC           | 23-25, 23-25, 25-19, 22-25        |
| Semifinale - 9 marzo 2024 Arena Multiuso, São José                      | BVC             | 2 - 3 | Índios Guarus | 26-24, 25-19, 19-25, 22-25, 12-15 |

## Statistiche

### Statistiche di squadra
| Competizione      | Punti | In casa | In casa | In casa | In trasferta | In trasferta | In trasferta | Totale | Totale | Totale |
| Competizione      | Punti | G       | V       | P       | G            | V            | P            | G      | V      | P      |
| ----------------- | ----- | ------- | ------- | ------- | ------------ | ------------ | ------------ | ------ | ------ | ------ |
| Superliga Série A | 28    | 13      | 6       | 7       | 15           | 7            | 8            | 28     | 13     | 15     |
| Coppa del Brasile | -     | 0       | 0       | 0       | 1            | 1            | 0            | 2      | 1      | 1      |
| Totale            | -     | 13      | 6       | 7       | 16           | 8            | 8            | 30     | 14     | 16     |

### Statistiche dei giocatori
| Giocatore     | Superliga Série A | Superliga Série A | Superliga Série A | Superliga Série A | Superliga Série A |
| Giocatore     | P                 | PT                | AV                | MV                | BV                |
| ------------- | ----------------- | ----------------- | ----------------- | ----------------- | ----------------- |
| G. Amorim     | 11                | 3                 | 2                 | 0                 | 1                 |
| A. Araújo     | 18                | 56                | 48                | 5                 | 3                 |
| M. Bandini    | 10                | 1                 | 0                 | 0                 | 1                 |
| L. Borges     | 25                | 29                | 27                | 2                 | 0                 |
| A. Cavalcante | 28                | 431               | 393               | 15                | 23                |
| E. da Paixão  | 27                | 243               | 191               | 48                | 4                 |
| L. de Andrade | 10                | 16                | 10                | 5                 | 1                 |
| F. de Brito   | 14                | 90                | 57                | 26                | 7                 |
| L. de Deus    | 28                | 0                 | 0                 | 0                 | 0                 |
| A. de Lima    | 4                 | 1                 | 0                 | 0                 | 1                 |
| D. González   | 28                | 14                | 5                 | 4                 | 5                 |
| B. Lima       | 28                | 475               | 414               | 41                | 20                |
| J.M. Neto     | 25                | 2                 | 0                 | 2                 | 0                 |
| W. Oliveira   | 21                | 116               | 80                | 31                | 5                 |
| M. Silva      | 28                | 224               | 175               | 23                | 26                |
| T. Vaccari    | -                 | -                 | -                 | -                 | -                 |

P = presenze; PT = punti totali; AV = attacchi vincenti; MV = muri vincenti; BV = battute vincenti

NB: Non sono disponibili i dati relativi alla Coppa del Brasile e, di conseguenza, quelli totali.